# 紫高鰭刺尾魚
紫高鰭刺尾魚，俗称紫吊，為輻鰭魚綱鱸形目刺尾魚亞目刺尾魚科的其中一個種，於1852年首次被英國動物學家Edward Blyth正式描述為Acanthurus xanthurus，其模式產地為斯里蘭卡，分布於西印度洋區，從紅海至波斯灣海域，棲息深度可達20公尺，本魚體呈橢圓形且側扁，身體的深度是標準長度的1.7至1.9倍，而最長的背鰭條是標準長度的3.3至3.7倍，鼻子的上側和下側均具有凹形輪廓，脊椎前方的尾柄上有一塊天鵝絨狀的剛毛。幼魚的尾鰭呈圓形，但成魚的尾鰭可能略呈圓形或截形。成魚的頭部和身體呈現深藍色到紫色，與亮黃色的尾鰭形成鮮明對比。頭部和身體前部有黑點，這些黑點延伸到相鄰的鰭上。除尾鰭外，身體的其餘部分和鰭上都有不規則的黑色水平線，胸鰭的外部第三層顏色為黃色。幼魚和亞成魚身上有深棕色的縱紋，背鰭硬棘5枚、背鰭軟條24725枚、臀鰭硬棘3枚、臀鰭軟條19-20枚 ，體長可達36.7公分，棲息在珊瑚礁區，白天單獨或成對活動，以藻類為食，可作為觀賞魚。

## 擴展閱讀
維基物種上的相關：紫高鰭刺尾魚